# Фрідек-Містек
Фрідек-Містек (чеськ. Frýdek-Místek МФА: [ˈfriːdɛk ˈmiːstɛk]; пол. Frydek-Mistek; нім. Friede(c)k-Mistek) — місто в Моравсько-Сілезькому регіоні Чехії. Розташоване місто по обидва береги річки Остравиці, за 17 км на південь від Острави.
У 2011 році населення міста становило 58 000 жителів.

## Історія
Старі письмові джерела згадують про існування громади в поселенні Побескидах близько середини XIII століття. Пізніше містечко під назвою Friedeberg Místek згадується в 1267 році в заповіті єпископа Bruna ze Schauenburku.

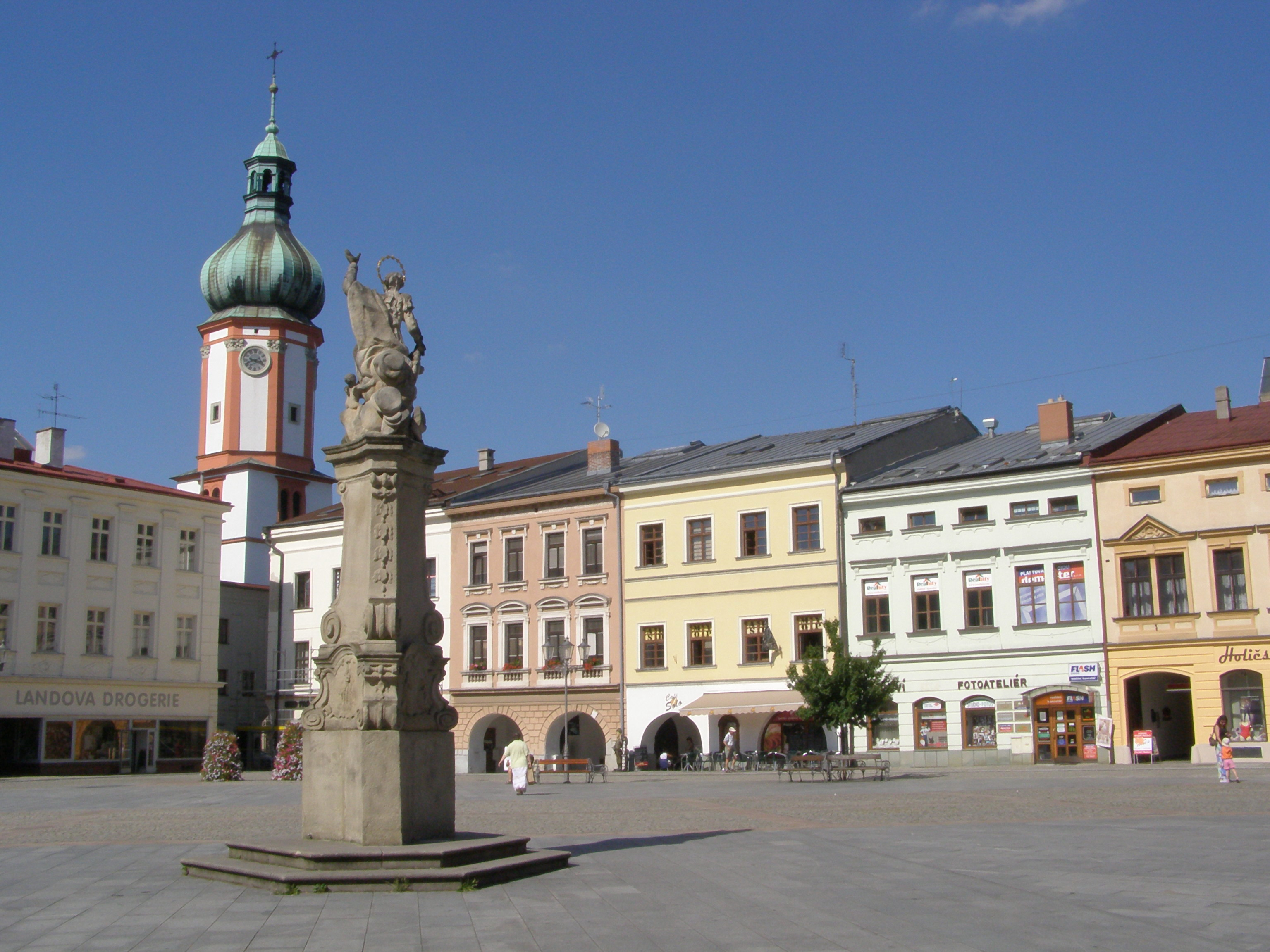
Площа Свободи

Перша точна згадка про місто датована першою половиною XIV століття в документі, що розповідав про захист фортеці на кордоні Моравії і Сілезії.

## Відомі уродженці
- Адам Вараді (* 1985) — чеський футболіст.
- Віктор Уліг (1857—1911) — австрійський вчений-геолог і палеонтолог, професор.
- Ондра Лисогірський  (1905—1989) — письменник, літературний перекладач і філолог.